# Lijst van kaiju in Gamerafilms
Dit is een lijst van de Kaiju die voorkwamen in de films over het monster Gamera.

## Barugon
Barugon (niet te verwarren met Baragon) is een enorm reptiel met scherpe tanden en een hoorn op zijn kop. Op zijn rug heeft hij twee rijen van stekels die opgloeien als hij op het punt staat aan te vallen.
Barugon deed mee in de film Gamera vs. Barugon. Volgens een legende zou Barugon eens in de 1000 jaar verschijnen. Hij kwam uit een ei in de vorm van een opaal. Normaal doet een Barugon er 10 jaar om te volgroeien tot volwassen vorm, maar de Barugon uit deze film was volgroeid in enkele uren.
Barugon beschikt naast zijn klauwen en tanden ook over ijsstraal, die zeer effectief bleek tegen Gamera. Verder lijkt hij vijandige aanvallen te kunnen zien aankomen. Ten slotte kan hij een regenboogkleurige straal afvuren.
Barugons’ grote zwakte is water. Regen en mist kunnen hem in bedwang houden, en in diep water verdrinkt hij in enkele seconden. Dat is hoe Gamera hem uiteindelijk versloeg. Verder kan Barugon in bedwang worden gehouden met een diamant die een speciale straling uitzendt.
Barugon had een bijrol in de film Gamera: Super Monster.

### Media

#### Filmografie
- Gamera vs. Barugon
- Gamera vs. Gyaos(via oud beeldmateriaal)
- Gamera vs. Viras(via oud beeldmateriaal)
- Gamera vs. Jiger(via oud beeldmateriaal)
- Gamera: Super Monster(via oud beeldmateriaal)

## Guiron
Guiron is een buitenaardse kaiju uit de film Gamera vs. Guiron. Verder was hij te zien in Gamera: Super Monster.
Guiron is een vierbenig wezen, hoewel hij als het nodig is ook op twee benen kan lopen. Zijn kop bestaat vrijwel geheel uit een mesvormig uitsteeksel dat bijna net zo lang is als de rest van zijn lichaam. Hij heeft een dikke grijze huid, een kleine bek en kleine ogen.
Guiron diende als de bewaker van de planeet Terra, die hij verdedigde tegen de Space Gyaos. In gevechten is hij gespecialiseerd in aanvallen van dichtbij. Zijn mesvormige hoofd is zijn primaire wapen. Dit mes kan door vrijwel alles heensnijden, en kan vijandige energieaanvallen terugkaatsen. Vanuit gaten in het mes kan hij een soort shuriken afvuren.
Guiron doodde Gamera bijna in hun gevecht, maar Gamera won door Guiron omver te werpen en klem te zetten met zijn eigen mes.

#### Filmografie
- Gamera vs. Guiron
- Gamera vs. Jiger(via oud beeldmateriaal)
- Gamera: Super Monster(via oud beeldmateriaal)

## Irys
Irys is een demonisch wezen die voorkwam in de film Gamera 3: Awakening of Irys.
Irys kent meerder vormen. De volwassen Irys is een tweebenig wezen met gehoefde poten en zwaardvormige armen. Zijn hoofd lijkt op een gepunte schelp. Zijn rug bestaat uit vele zaagbladvormige uitsteeksels. Verder heeft hij vier tentakels waarmee hij de levensenergie uit zijn tegenstanders kan zuigen.
Irys oorsprong is onbekend, maar er zijn geruchten dat hij net als Gamera en de Gyaos een creatie is van de Atlanteanen. Het ei waar hij in zat werd gevonden door een meisje genaamd Ayana, die bij een aanval van de Gyaos haar ouders had verloren. Ervan overtuigd dat Gamera de schuld was van haar ouders dood, voedde ze de Irys op met haatgevoelens tegen Gamera. Ze ontwikkelde een band met hem. Hierdoor werd Irys gedreven door Ayana’s wraakgevoelens.
Al snel bleek Irys een duivels wezen te zijn dat zich voedde met mensen. Hij fuseerd emet Ayana, en bleek zelfs voor Gamera te sterk om te verslaan. Bij dit gevecht ontdekte Ayana middels een visioen dat de Gyaos haar ouders hadden gedood. Gamera wist uiteindelijk door Irys harnas te breken en Ayana te bevrijden. Irys probeerde vervolgens Gamera’s energie te absorberen, maar Gamera amputeerde een van zijn poten om dit te voorkomen. Toen Irys een plasmabol afvuurde, sloeg Gamera deze terug naar Irys. De bol raakte hem in de wond die Gamera eerder had gemaakt, en doodde Irys.

### Media

#### Filmografie
- Gamera 3: Awakening of Irys

## Jiger
Jiger is een groot vierbenig reptiel uit de film Gamera vs. Jiger. Daarnaast deed ze mee in Gamera: Super Monster. Ze is een van de weinige vrouwelijke kaiju.
Jiger is een bizar wezen met al even bizarre krachten. Ze kan projectielen afvuren die veel voorwerpen met gemak doorboren. Verder kan ze een energiestraal afvuren dat een heel woonblok in een keer kan vernietigen. In haar staart zit haar geheime wapen, een ovipositor waarmee ze een jonge versie van zichzelf kan implanteren bij een tegenstander. Dit deed ze ook bij Gamera.
Jigers zwakke plek is een oud standbeeld dat een golflengte uitzond waar Jiger extreem gevoelig voor is. Gamera doodde Jiger met dit standbeeld door het als een speer te gebruiken.

### Media

#### Filmografie
- Gamera vs. Jiger
- Gamera: Super Monster(via oud beeldmateriaal)

## Legion
De Legion zijn een ras van buitenaardse insecten. Ze kwamen voor in de film Gamera 2: Attack of Legion.
De meeste Legion zijn ongeveer zo groot als een paard, en worden gemaakt door de Legion koningin. De koningin is 140 meter hoog. De meeste legion hebben vier poten, maar de koningin heeft er 14. Ze hebben geen spieren of bloed. In plaats daarvan middels luchtdruk. Via elektromagnetische stralen kunnen ze onderling communiceren.
De koningin beschikt over de meeste krachten. Ze kan zich ingraven, lasers afvuren vanaf haar hoorn, vliegen en een schild oproepen.
De Legion reizen verschillende planeten af. Op elke planeet stimuleren ze de groei van een buitenaardse plant door het zuurstofniveau in hun directe omgeving zwaar te verhogen. Deze plant groeit uit tot een bloem die zijn zaden, en meer Legion, de ruimte in schiet richting de volgende planeet.
De meeste Legion werden gedood door Gamera, de overige door de JSDF met behulp van elektriciteit. Gamera kon na een lang gevecht ook de Legion koningin verslaan.

### Media

#### Filmografie
- Gamera 2: Attack of Legion
- Gamera 3: Awakening of Irys(via oud beeldmateriaal)

## Legion Flower
Legion Flower (レギオンフラワー) was in de film Gamera 2: Attack of Legion.

### Media

#### Filmografie
- Gamera 2: Attack of Legion

## Viras
Viras is een buitenaardse kaiju. Hij deed mee in de films Gamera vs. Viras en Gamera: Super Monster.
Viras lijkt nog wel het meest op een inktvis met twee vooruitstekende ogen en een uilachtige snavel. Hij heeft zes tentakels aan zijn onderlichaam en drie op zijn hoofd.
Viras is vooral een monster dat vijanden van dichtbij bevecht. Hij beschikt niet over projectielwapens, maar gebruikt zijn tentakels als wapens. Viras is tevens een ervaren zwemmer.
Viras ontstond uit een samensmelting van een groep aliens. Hij werd vernietigd door Gamera.
Viras deed naast de films ook mee in de Gamera-stripreeks van Dark Horse Comics.

### Media

#### Filmografie
- Gamera vs. Viras
- Gamera vs. Jiger(via oud beeldmateriaal)
- Gamera: Super Monster(via oud beeldmateriaal)

## Zedus
Zedus is een kaiju die meedeed in de film Gamera the Brave.
Zedus is een groot reptielachtig beest dat lijkt op een kruising tussen een tyrannosaurus en een kraaghagedis. Zijn rug is geheel bedekt met scherpe stekels. Zijn voornaamste wapens zijn z’n klauwen en tanden. Hij is een uitstekende springer, en voedt zich met mensen. Zijn oorsprong is niet bekend.
Zedus bevocht Toto (de jonge Gamera) tweemaal in de film. Zedus was duidelijk in het voordeel in deze gevechten. Pas toen Toto een rode steen die bij zijn ei werd gevonden opat, transformeerde hij tot een volledige Gamera en kon hij Zedus verslaan.

### Media

#### Filmografie
- Gamera the Brave

## Zigra
Zigra is een buitenaardse kaiju uit de film Gamera vs. Zigra. Daarnaast deed hij mee in Gamera: Super Monster. Ook had hij een rol in de Gamera-strips van Dark Horse Comics.
Zigra is een sterke kaiju wiens uiterlijk doet denken aan dat van een koboldhaai. Hij heeft een zilvergrijze huid die bedekt is met pantserplaten. Zijn rug is bedekt met scherpe vinnen.
Zigra is net als veel vijanden van Gamera gespecialiseerd in aanvallen van dichtbij. Hij staat bekend als een brute tegenstander. Hij verlamd zijn tegenstanders eerst met een energiestraal,e n dood ze vervolgens met zijn vinnen.
Zigra kwam naar de aarde met het doel deze te veroveren. Gamera versloeg hem door hem op het land te gooien en daar te verbranden.

### Media

#### Filmografie
- Gamera vs. Zigra
- Gamera: Super Monster(via oud beeldmateriaal)